# Fotocàtode

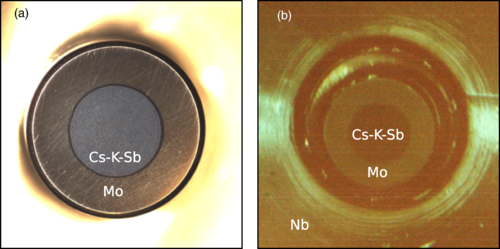
Fotocàtode Cs-K-Sb centrat en un tap de molibdè (a) després del creixement a la cambra de preparació i (b) després de la transferència al fotoinjector

Un fotocàtode és una superfície dissenyada per convertir la llum (fotons) en electrons mitjançant l'efecte fotoelèctric. Els fotocàtodes són importants en la física dels acceleradors, on s'utilitzen en un fotoinjector per generar feixos d'electrons d'alta brillantor.
Els feixos d'electrons generats amb fotocàtodes s'utilitzen habitualment per als làsers d'electrons lliures i per a la difracció d'electrons ultraràpida. Els fotocàtodes també s'utilitzen habitualment com a elèctrode carregat negativament en un dispositiu de detecció de llum com ara un fotomultiplicador o un fototub.

## Propietats importants

### Eficiència quàntica
L'eficiència quàntica és un nombre sense unitat que mesura la sensibilitat del fotocàtode a la llum. És la relació entre el nombre d'electrons emesos i el nombre de fotons incidents. Aquesta propietat depèn de la longitud d'ona de la llum que s'utilitza per il·luminar el fotocàtode. Per a moltes aplicacions, l'eficiència quàntica és la propietat més important, ja que els fotocàtodes s'utilitzen únicament per convertir fotons en un senyal elèctric.
L'eficiència quàntica es pot calcular a partir del fotocorrent ({\displaystyle I}), potència del làser ({\displaystyle P_{\text{laser}}}), i l'energia fotònica ({\displaystyle E_{\text{foto}}}) o longitud d'ona làser ({\displaystyle \lambda _{\text{laser}}}) utilitzant l'equació següent:
{\displaystyle {\text{QE}}={\frac {N_{\text{electron}}}{N_{\text{photon}}}}={\frac {I\cdot E_{\text{photon}}}{P_{\text{laser}}}}\approx {\frac {I[{\text{A}}]\cdot 1234}{P_{\text{laser}}[{\text{W}}]\lambda _{\text{laser}}[{\text{nm}}]}}}

### Energia transversal mitjana (ETM) i emissió tèrmica
Per a algunes aplicacions, la distribució inicial del moment dels electrons emesos és important i l'energia transversal mitjana (ETM) i l'emitància tèrmica són mètriques populars per a això. L'ETM és la mitjana de la quantitat de moviment al quadrat en una direcció al llarg de la superfície del fotocàtode i s'informa amb més freqüència en unitats de mil·lielectró-volts.
{\displaystyle {\text{ETM}}={\frac {p_{\perp }^{2}}{2m_{e}}}}
En fotoinjectors d'alta brillantor, l'ETM ajuda a determinar l'emitància inicial del feix, que és l'àrea de l'espai de fase ocupada pels electrons. L'emitància (𝜀) es pot calcular a partir de l'ETM i la mida del punt làser al fotocàtode ({\displaystyle \sigma _{x}}) utilitzant l'equació següent:
{\displaystyle \varepsilon =\sigma _{x}{\sqrt {\frac {\text{ETM}}{m_{e}c^{2}}}}}
on {\displaystyle m_{e}c^{2}}és la massa en repòs d'un electró. A les unitats d'ús habitual, això és el següent.
{\displaystyle \varepsilon [{\text{um}}]\approx \sigma _{x}[{\text{um}}]{\sqrt {\frac {{\text{ETM }}[{\text{meV}}]}{511\times 10^{6}}}}}
A causa de l'escala de l'emitància transversal amb ETM, de vegades és útil escriure l'equació en termes d'una nova quantitat anomenada emitància tèrmica. L'emitància tèrmica es deriva de l'ETM mitjançant l'equació següent.
{\displaystyle \varepsilon _{\text{th}}={\sqrt {\frac {\text{ETM}}{m_{e}c^{2}}}}}
Sovint s'expressa en la relació um/mm per expressar el creixement de l'emitància en unitats de um a mesura que creix el punt làser (mesurat en unitats de mm).
Una definició equivalent de l'ETM és la temperatura dels electrons emesos al buit. L'ETM dels electrons emesos pels fotocàtodes d'ús habitual, com els metalls policristalins, està limitat per l'excés d'energia (la diferència entre l'energia dels fotons incidents i la funció de treball del fotocàtode) proporcionada als electrons. Per limitar l'ETM, els fotocàtodes solen funcionar prop del llindar de fotoemissió, on l'excés d'energia tendeix a zero. En aquest límit, la major part de la fotoemissió prové de la cua de la distribució de Fermi. Per tant, l'ETM es limita tèrmicament a {\displaystyle k_{B}T}, on {\displaystyle k_{B}} és la constant de Boltzmann i {\displaystyle T} és la temperatura dels electrons en el sòlid.
A causa de la conservació de l'impuls transversal i l'energia en el procés de fotoemissió, l'ETM d'un fotocàtode cristal·lí únic, net, ordenat atòmicament, està determinat per l'estructura de banda del material. Una estructura de bandes ideal per a ETM baixes és aquella que no permet l'emissió de fotodes d'estats de moviment transversal grans.
Fora de la física de l'accelerador, l'ETM i l'emitància tèrmica tenen un paper en la resolució dels dispositius d'imatge enfocats a la proximitat que utilitzen fotocàtodes. Això és important per a aplicacions com els intensificadors d'imatge, els convertidors de longitud d'ona i els tubs d'imatge ara obsolets.

### Vida útil
Molts fotocàtodes requereixen unes condicions de buit excel·lents per funcionar i s'«enverinaran» quan estiguin exposats a contaminants. A més, l'ús dels fotocàtodes en aplicacions d'alt corrent danyarà lentament els compostos a mesura que estiguin exposats al bombardeig d'ions. Aquests efectes es quantifiquen per la vida útil del fotocàtode. La mort del càtode es modela com una exponencial en descomposició en funció del temps o de la càrrega emesa. La vida útil és llavors la constant de temps de l'exponencial.

## Usos
Durant molts anys, el fotocàtode va ser l'únic mètode pràctic per convertir la llum en un corrent electrònic. Com a tal, tendeix a funcionar com una forma de «pel·lícula elèctrica» i compartia moltes característiques de la fotografia. Per tant, va ser l'element clau en dispositius optoelectrònics, com els tubs de càmeres de televisió com l'orticon i el vidicon, i en els tubs d'imatge com els intensificadors, els convertidors i els dissectors. Es van utilitzar fototubs simples per a detectors de moviment i comptadors.
Els fototubs s'han utilitzat durant anys en projectors de pel·lícules per llegir les bandes sonores a la vora de la pel·lícula. El desenvolupament més recent de dispositius òptics d'estat sòlid com els fotodíodes ha reduït l'ús de fotocàtodes als casos en què encara segueixen sent superiors als dispositius semiconductors.

## Construcció
Els fotocàtodes funcionen al buit, de manera que el seu disseny és paral·lel a la tecnologia del tub de buit. Com que la majoria dels càtodes són sensibles a l'aire, la construcció de fotocàtodes es produeix normalment després d'haver evacuat l'aire del recinte. En funcionament, el fotocàtode requereix un camp elèctric amb un ànode positiu proper per assegurar l'emissió d'electrons. L'epitaxia de feix molecular s'aplica àmpliament en la fabricació actual de fotocàtodes. Mitjançant l'ús d'un substrat amb paràmetres de cel·la coincidents, es poden fer fotocàtodes cristal·lins i els feixos d'electrons poden sortir de la mateixa posició a la zona de Brillouin de la cel·la per obtenir feixos d'electrons d'alta brillantor.
Els fotocàtodes es divideixen en dos grans grups; transmissió i reflexiu. Un tipus de transmissió és normalment un recobriment sobre una finestra de vidre en què la llum incideix en una superfície i els electrons surten de la superfície oposada. Normalment es forma un tipus reflectant sobre una base d'elèctrode metàl·lic opaca, on la llum entra i els electrons surten pel mateix costat. Una variació és el tipus de doble reflex, on la base metàl·lica és semblant a un mirall, provocant que la llum que travessa el fotocàtode sense provocar que l'emissió es recuperi per un segon intent. Això imita la retina de molts mamífers.
L'eficàcia d'un fotocàtode s'expressa habitualment com a eficiència quàntica, que és la relació entre electrons emesos i quanta que impacten (de llum). L'eficiència també varia amb la construcció, ja que es pot millorar amb un camp elèctric més fort.

## Descripció
La superfície dels fotocàtodes es pot caracteritzar per diverses tècniques sensibles a la superfície com la microscòpia d'efecte túnel i l'espectroscòpia de fotoelectrons emesos per raigs X.

## Recobriments
Tot i que un càtode metàl·lic senzill mostrarà propietats fotoelèctriques, el recobriment especialitzat augmenta molt l'efecte. Un fotocàtode sol estar format per metalls alcalins amb funcions de treball molt baixes.
El recobriment allibera electrons molt més fàcilment que el metall subjacent, el que li permet detectar els fotons de baixa energia en la radiació infraroja. La lent transmet la radiació de l'objecte que es veu a una capa de vidre recobert. Els fotons xoquen contra la superfície metàl·lica i transfereixen electrons a la seva part posterior. A continuació, es recullen els electrons alliberats per produir la imatge final.

## Materials fotocatòdics
- Ag-O-Cs, també anomenats S-1. Aquest va ser el primer material fotocàtode compost, desenvolupat l'any 1929. Sensibilitat de 300 nm a 1200 nm. Com que els Ag-O-Cs tenen un corrent de foscor més alt que els materials més moderns, els tubs fotomultiplicadors amb aquest material fotocàtode s'utilitzen actualment només a la regió infraroja amb refredament.
- Sb-Cs, té una resposta espectral des dels UV fins al visible i s'utilitza principalment en fotocàtodes en mode de reflexió.
- Biàlcali (Sb-Rb-Cs, Sb-K-Cs). Interval de resposta espectral similar al fotocàtode Sb-Cs, però amb una sensibilitat més alta i un corrent de foscor més baix que els Sb-Cs. Tenen una sensibilitat ben adaptada als materials de centelleig més comuns i, per tant, s'utilitzen freqüentment per mesurar la radiació ionitzant en comptadors de centelleig.
- Biàlcali d'alta temperatura o biàlcali de baix soroll (Na-K-Sb). Aquest material s'utilitza sovint en la tala de pous de petroli, ja que pot suportar temperatures de fins a 175 °C. A temperatura ambient, aquest fotocàtode funciona amb un corrent de foscor molt baix, el que el fa ideal per utilitzar-lo en aplicacions de recompte de fotons.
- Multiàlcali (Na-K-Sb-Cs), també anomenat S-20. El fotocàtode multiàlcali té una resposta espectral àmplia des de la regió ultraviolada fins a l'infraroig proper. S'utilitza àmpliament per a espectrofotòmetres de banda ampla i aplicacions de recompte de fotons. La resposta de longitud d'ona llarga es pot estendre a 930 nm mitjançant un processament especial d'activació de fotocàtodes. Amb la resposta ampliada, de vegades es coneix com a S-25.
- GaAs (arsenur de gal·li). Aquest material fotocàtode cobreix un rang de resposta espectral més ampli que el multiàlcali, des de l'ultraviolat fins a 930 nm. Els fotocàtodes de GaAs també s'utilitzen en instal·lacions d'acceleradors on calen electrons polaritzats.[12] Una de les propietats importants del fotocàtode GaAs és que pot aconseguir una afinitat electrònica negativa a causa de la deposició de Cs a la superfície.[13] Tanmateix, el GaAs és molt delicat i perd l'eficiència quàntica a causa d'un parell de mecanismes de dany. El bombardeig iònic posterior és una de les principals causes de la desintegració del càtode de GaAs.[14]
- InGaAs (arsenur d'indi-gal·li). Sensibilitat estesa en el rang d'infrarojos en comparació amb GaAs. A més, en el rang entre 900 nm i 1000 nm, InGaAs té una relació senyal-soroll molt millor que Ag-O-C. Amb tècniques de fabricació especials, aquest fotocàtode pot funcionar fins a 1700 nm.
- Cs-Te, Cs-I (tel·lurur de cesi, iodur de cesi). Aquests materials són sensibles als raigs UV i UV del buit, però no a la llum visible i, per tant, s'anomenen persianes solars. Cs-Te és insensible a les longituds d'ona superiors a 320 nm, i Cs-I a les de més de 200 nm.